# Sehlde
Sehlde ist eine Gemeinde im niedersächsischen Landkreis Wolfenbüttel (Deutschland). Sie liegt im Südwesten der Samtgemeinde Baddeckenstedt, die ihren Verwaltungssitz in Baddeckenstedt hat.

## Geografische Lage
Sehlde liegt am Ostfuß des Höhenzugs Hainberg (max. 299 m ü. NHN) an der Innerste, in die 900 m südöstlich vom Ortsrand die Neile mündet. Angrenzende Gemeinden und Städte sind Baddeckenstedt und Heere im Nordnordwesten sowie Haverlah im Ostnordosten (alle im Landkreis Wolfenbüttel), Langelsheim im Südsüdosten (im Landkreis Goslar) sowie Bockenem im Westsüdwesten und Holle im Nordwesten (beide im Landkreis Hildesheim).

## Geschichte
Die erste schriftliche Erwähnung des Ortes findet sich in der Stiftungsurkunde des Klosters Ringelheim von 941, in der unter dem Besitztümern des Klosters auch welche in selida (so hieß der Ort zu der Zeit) aufgeführt werden. Die in den Überlieferungen genannten Namen des Ortes schwanken nur wenig, bis zum 13. Jahrhundert heißt es meist selede oder selethe. Das der heutigen Schreibweise ähnliche Seelde findet man erstmals 1374, seit dem 17. Jahrhundert ist Sehlde gebräuchlich.
In einer Urkunde von 1209 wird erstmals zwischen den Orten maiore selede (Groß Sehlde) und minore selede (Klein Sehlde) unterschieden. Klein Sehlde lag etwa ein Kilometer südöstlich des heutigen Sehlde. Ab dem 16. Jahrhundert wird die Unterscheidung nach Groß- und Klein Sehlde aber nicht mehr aufgeführt, wahrscheinlich wurden die beiden Orte zusammengelegt.
Zu den Grundeigentümern im Ort gehörten neben dem Kloster Ringelheim das Bistum Hildesheim und die Klöster Riechenberg und Neuwerk sowie das Stift Simonis und Judae bei Goslar.
Seit der durch Karl den Großen eingeführten Aufteilung Ostfalens in Gaue gehörte Sehlde innerhalb des Hochstifts Hildesheim zum Ambergau, Sitz des Gaus war Bockenem. Anfang des 14. Jahrhunderts wurden aus den bisherigen Burgbezirken Ämter gebildet und Sehlde gehört seit 1313 dem Amt Wohldenberg an. Nach Ende der Hildesheimer Stiftsfehde wurde 1523 ein Großteil des Bistums Hildesheim dem Herzogtum Braunschweig zugesprochen. Erst 1643 wurde dieses Urteil im Hildesheimer Hauptrezess revidiert und das Bistum erhielt seine Besitztümer wieder zurück.
Sehlde wurde 1802 preußisch, als das Hochstift Hildesheim dem Königreich Preußen angegliedert wurde. In der napoleonischen Zeit von 1807 bis 1813 gehörte Sehlde als Commune im Canton Holle des Distrikts Goslar im Departement der Oker zum Königreich Westphalen. Mit der Neugliederung der preußischen Landordnung wurde 1885 der Landkreis Marienburg gebildet, dem Sehlde von nun an angehörte. 1941 wurde Sehlde zusammen mit neun anderen Gemeinden im Rahmen der „Verordnung über Gebietsbereinigungen im Raume der Reichswerke Hermann Göring“ dem Landkreis Wolfenbüttel zugeordnet und gehört hier seit 1974 zur Samtgemeinde Baddeckenstedt.

## Religion
Das heutige Gebäude der Kirche von Sehlde wurde Ende des 17. Jahrhunderts errichtet. Dies bezeugen mehrere Inschriften, wie die Jahresangabe 1696 am Turm der Kirche und am hölzernen Hauptgesims. Auf der Südseite des Turmes ist zu lesen „M. HANS BRVNKEN ANNO 1698“ und in einer Inschrift der Südostwand des Kirchenschiffes ist die Jahreszahl 1702 angegeben. An der Nordseite kündigt die Inschrift „RENOVATUM 1840“ von Renovierungsarbeiten in diesem Jahr. Bemerkenswert ist der Barockaltar von 1749, der dem Hildesheimer Holzschnitzer Ernst Dietrich Bartels (1679 bis 1762) zugeschrieben wird.
Im Herzogtum Braunschweig, zu dem Sehlde zu der Zeit gehörte, wurde 1568 durch Herzog Julius (1568–1589) die Reformation eingeführt. Heute (2013) bildet die Kirche von Sehlde zusammen mit Gemeinden von Groß- und Klein Heere einen Pfarrverbund, der zur Propstei Goslar gehört.
Die nächstgelegene katholische Gemeinde ist in Salzgitter-Ringelheim.

## Politik

### Gemeinderat
Der Gemeinderat von Sehlde setzt sich aus neun Ratsfrauen und Ratsherren zusammen (Veränderung zu 2016):
- SPD: 8 Sitze (±0)
- Grüne: 1 Sitz (±0)

(Stand: Kommunalwahlen in Niedersachsen 2021)

### Bürgermeister
Die ehrenamtliche Bürgermeisterin Annika Bollmeier (parteilos) wurde am 1. Februar 2024 gewählt.

### Wappen
Blasonierung: „In Grün ein silberner Hirsch mit einem schwebenden silbernen Kreuz zwischen den Geweihstangen.“ Das Wappen geht zurück auf die Hubertuslegende, die sich in diesem Fall an der Kapelle am Jägerhaus zugetragen haben soll. Danach wurde ein wilder Jäger bekehrt, als diesem bei der Jagd am Karfreitag ein weißer Hirsch mit einem strahlenden Kruzifix zwischen den Geweihstangen erschienen war. Den Entwurf zum Wappen hat Alfred Hesse erstellt, das Wappen wurde 1953 vom niedersächsischen Innenminister genehmigt.

## Kultur und Sehenswürdigkeiten
Etwa 3,5 Kilometer westsüdwestlich von Sehlde im Hainberg liegen die Hubertuskapelle (Hubertusgrotte) und das Jägerhaus.
- Die Hubertuskapelle ist eine in den Hilssandstein gehauene Felsenkapelle, die der Drost (Amtsvogt) von Wohldenberg, Friedrich Anton Freiherr von Bocholtz, 1733 hatte anlegen lassen. In den 1930er-Jahren fanden dort jagdliche NS-Propagandaveranstaltungen statt, die Reichshubertusfeiern. Die Kapelle wurde zu einer Weihestätte der Jägerschaft, die hier jährlich am 3. November, dem Hubertustag, einen Gottesdienst abhält. Bei der Kapelle steht eine Schutzhütte.
- Etwas nördlich der Hubertuskapelle ließ der Graf Ernst Friedrich Herbert zu Münster, dem das nahe Schloss Derneburg gehörte, um 1838 das Jägerhaus errichten,[7] das bis 2013 als Waldgaststätte genutzt wurde.[8] Das Gebäude wurde bis Juni 2022 saniert und kann für Veranstaltungen gemietet werden. Eine Nutzung als Ausflugsgaststätte ist nicht mehr vorgesehen.
- Die Dorfkirche wurde Ende des 17. Jahrhunderts errichtet. Sie steht unter Denkmalschutz.

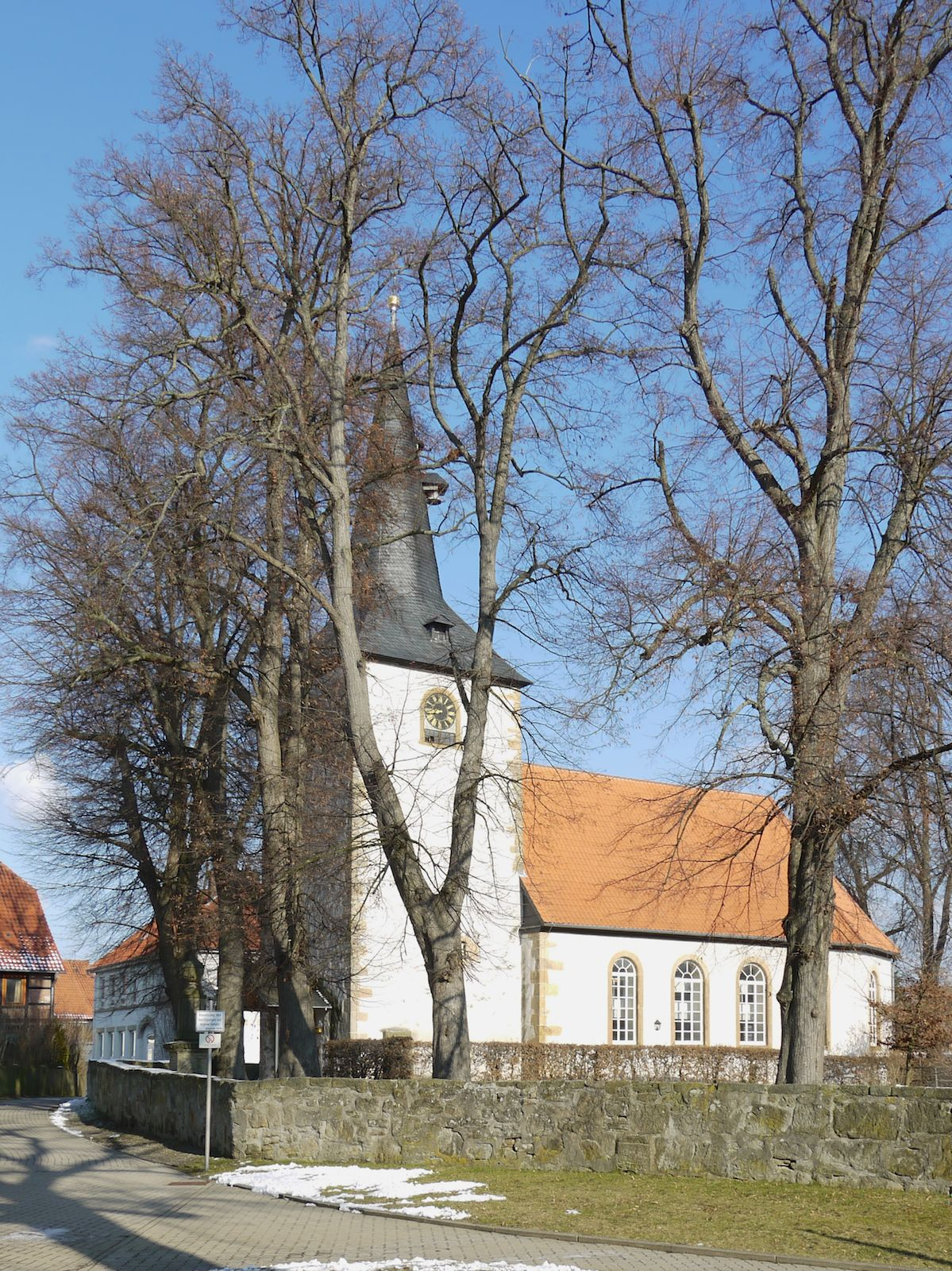
Dorfkirche von Sehlde
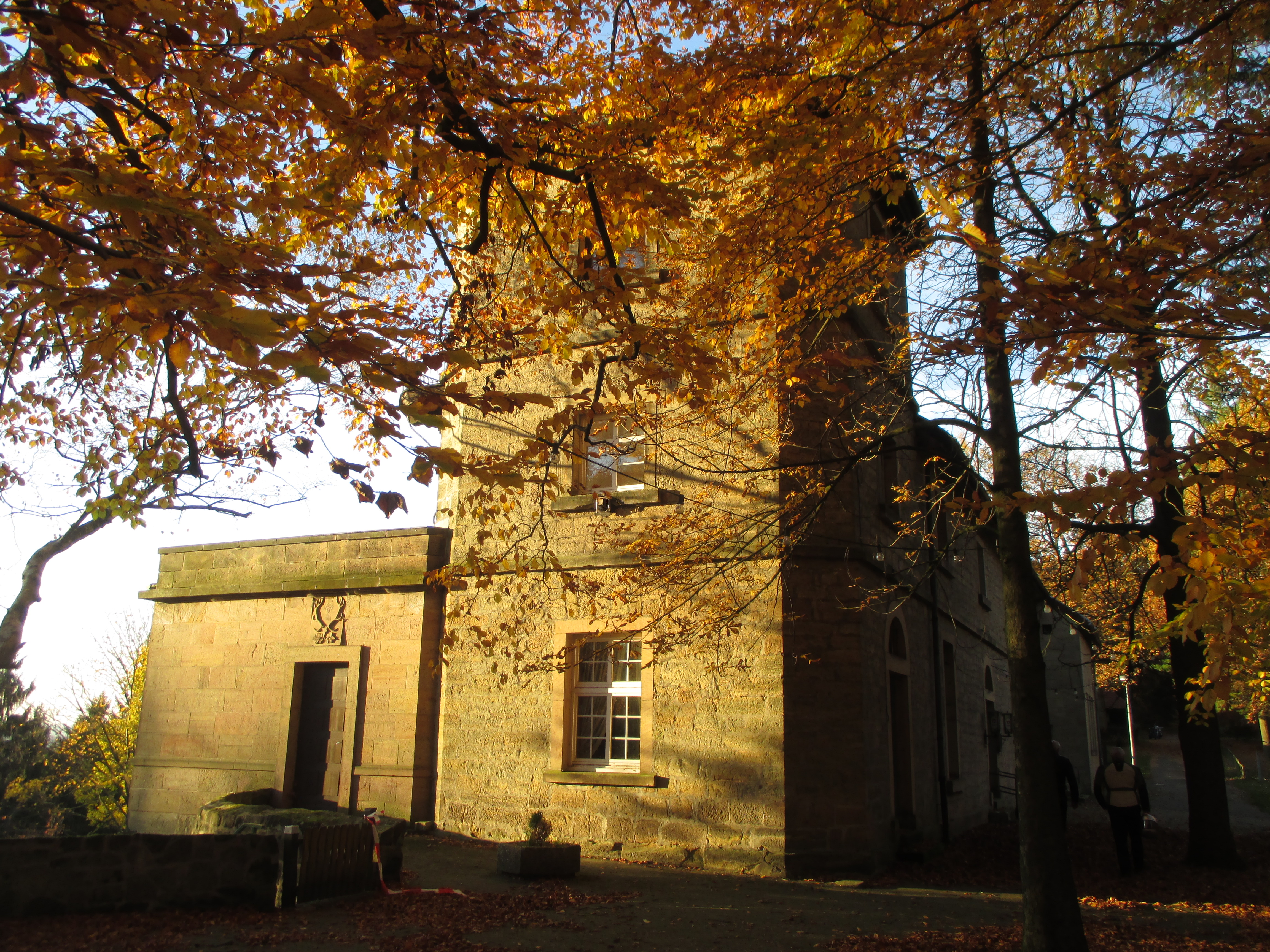
Jägerhaus bei Sehlde
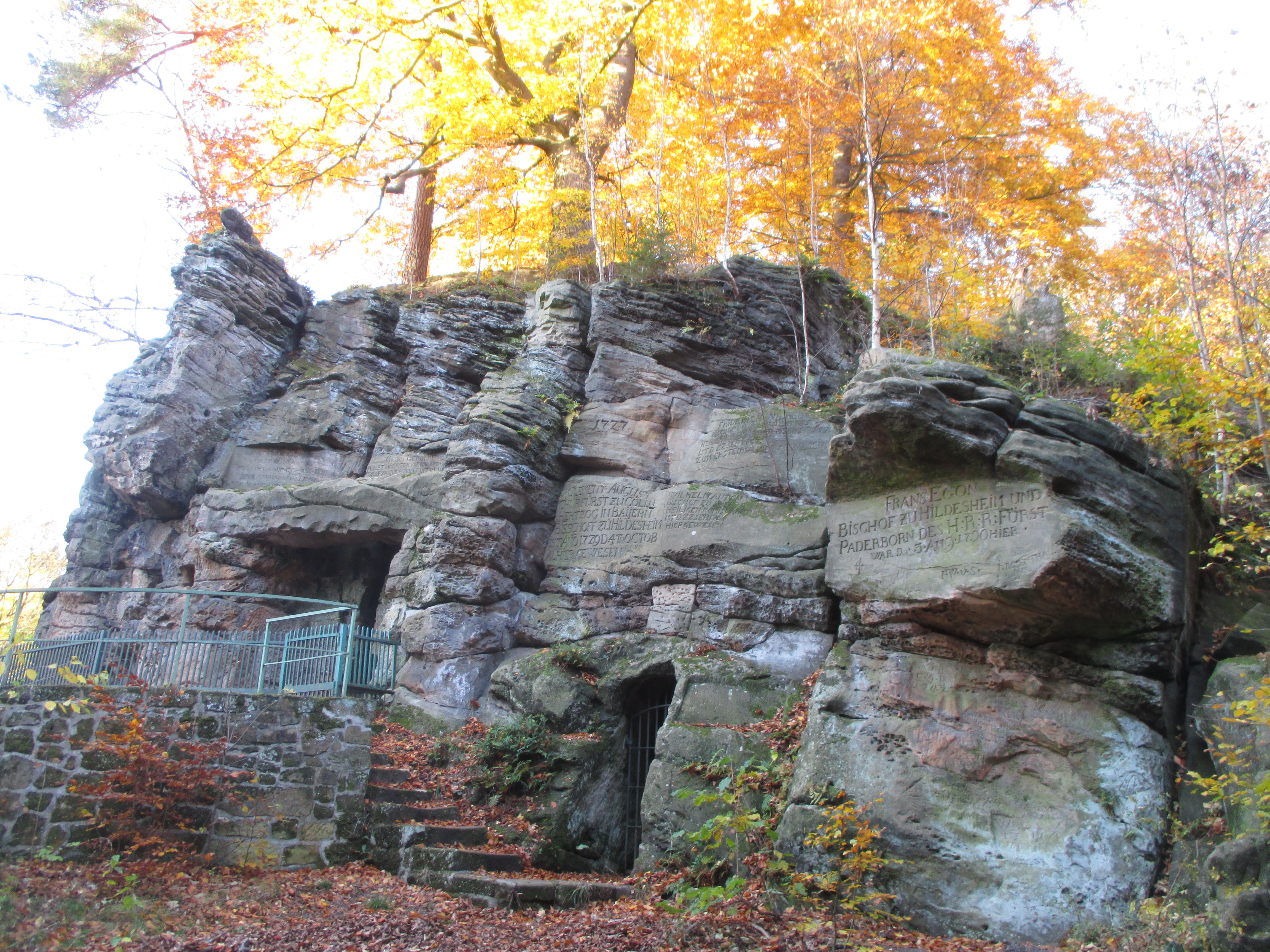
Hubertuskapelle am Jägerhaus
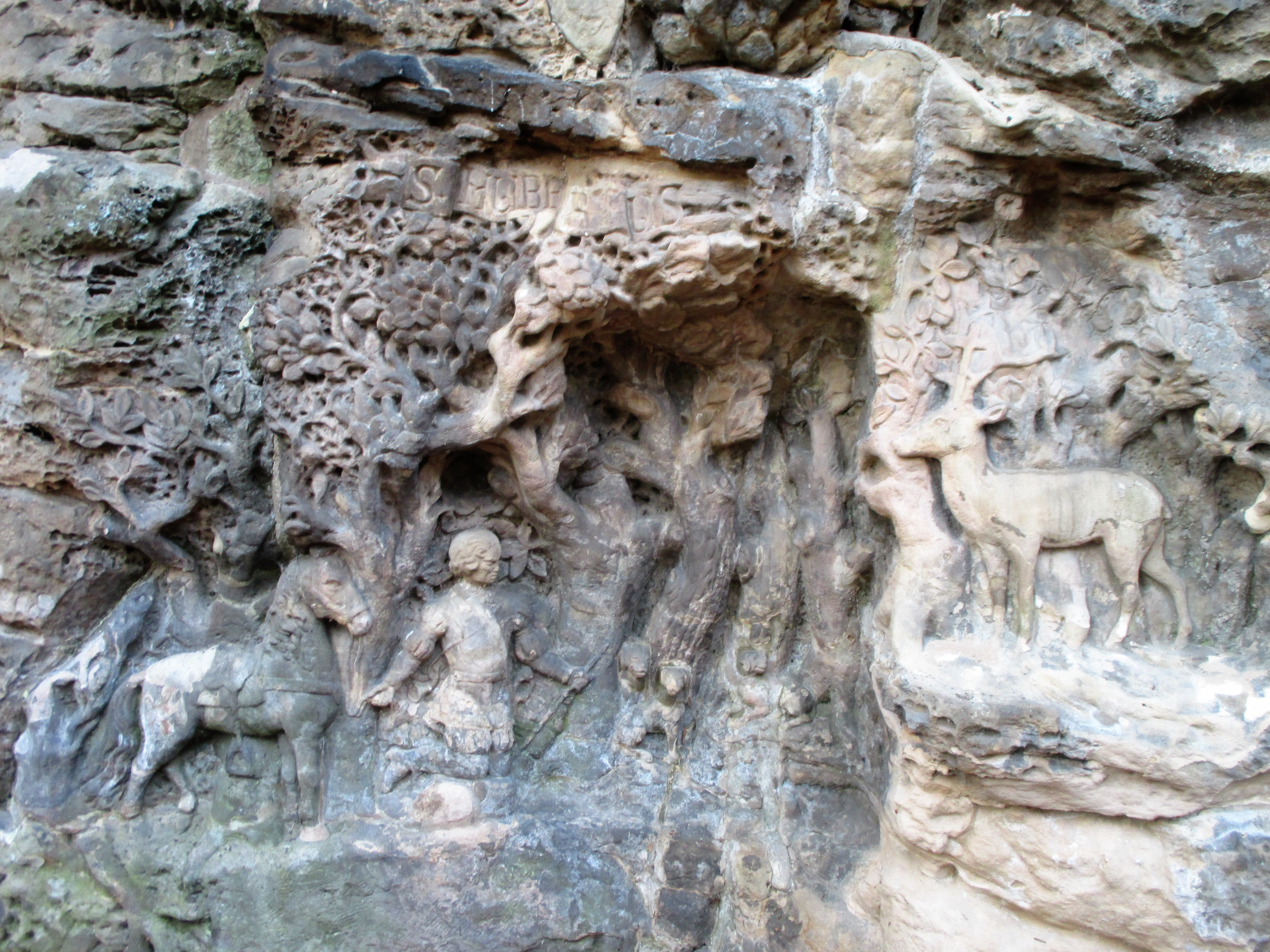
Relief an der Hubertuskapelle

## Wirtschaft und Infrastruktur
Durch das Gemeindegebiet verläuft die Bahnstrecke Börßum–Kreiensen. Nächster Bahnhof ist der etwa vier Kilometer östlich des Ortszentrums von Sehlde gelegene Bahnhof Salzgitter-Ringelheim, an dem sich die vorgenannte Strecke mit der Bahnstrecke Hildesheim–Goslar kreuzt.